# José Luis García Herrera
José Luis García Herrera (Esplugas de Llobregat, Barcelona, 2 de agosto de 1964) es un poeta español.

## Biografía
Hijo de padres granadinos, de Motril, nació en Esplugas de Llobregat (Barcelona) el 2 de agosto de 1964. Desde muy joven escribe poesía, recibiendo en 1981 su primer premio en un certamen organizado en el instituto de Sant Just Desvern, donde estudia Bachillerato y COU. En 1984 realiza el servicio militar, en las localidades de San Clemente Sescebes y Berga; esta experiencia le servirá como inspiración para su primer libro de poemas "Año de Olvido y Ausencia" que, siete años después, aparecerá publicado con el título definitivo de Memoria del olvido.
Entre los poetas que más le han influido destacan los miembros de la Generación del 27, en especial Vicente Aleixandre de quien se siente deudor, en especial del libro "Historia del corazón". En catalán, su poeta predilecto en esos primeros años de formación será Salvador Espriu. En 1986 entra a formar parte de Radio Studio 79 en Sant Andreu de la Barca, donde combina música y poesía en programas como "Barco a Venus" y "La Frontera". El año 1989 obtiene su primer premio de poesía a nivel nacional con su libro Lágrimas de rojo niebla Premi Vila de Martorell). Durante los años 1990-1994 será miembro de la Junta Directiva de la Academia Iberoamericana de Poesía, Capítulo de Barcelona, organizando recitales de poesía y colaborando en la creación de la "Fundació Joan Maragall". Ese mismo año, 1994, aparece la antología Los Nuevos Poetas, que coordina junto al escritor y editor Carlos de Arce. En 1997 forma parte del Fòrum Cultural Gaspar de Preses, en Sant Andreu de la Barca. Dos años después, en 1999, impulsa los premios literarios "Ciutat de Sant Andreu de la Barca", de los cuales es presidente del Jurado. Entre los años 2006 y 2010 coordinó los encuentros de escritores del "Bajo Llobregat". Desde el año 2008 escribe también en catalán. Desde entonces, por tanto, se considera un poeta bilingüe. El año 2011 obtiene el premio "Ciutat d'Elx" y publica su primer libro en catalán, La solitud. Ha participado en numerosos recitales (entre los que destacan el "Incontro Internazionale di Alvito", en Italia; y el "Encuentro de poetas iberoamericanos de Salamanca". En el año 2016, en la IX Edició dels Premis de Reconeixement Cultural del Baix Llobregat recibió el "Premi Agna Canalies Mestre de Literatura" por su dilatada carrera poética. En este año de 2017 ha sido galardonado con el "Premio Internacional de Poesía Miguel Hernández" por su libro La semilla del óxido Algunos de sus poemas han sido traducidos al esloveno, inglés, euskera, italiano, portugués, francés y checo.

## Obra literaria
1. "Lágrimas de Rojo Niebla", Premi Vila de Martorell, 1989. Editado por Seuba Ediciones, 1990.
2. "Memoria del Olvido", sobre su experiencia en el servicio militar. Editado por Seuba Ediciones, 1992.
3. "Los Nuevos Poetas", antología poética de los poetas de su generación. Editado por Seuba Ediciones, 1994.
4. "Código Privado", Colección "Puente de la Aurora", editorial Corona del Sur, 1996.
5. "La Ciudad del Agua", Premio Elvira Castañón, 1997. Editado por Seuba Ediciones, 1997.
6. "Los Caballos de Mar no tienen Alas", Premio de Poesía "Villa de Benasque, 1999. Editado por Juan Pastor, 2000.
7. "Spelugges", Editorial Alhulia, 2002. Dedicado a su ciudad natal.
8. "El Guardián de los Espejos". Editado por Amarú Ediciones, 2004.
9. "Mar de Praga", Premio Blas de Otero, 2004. Homenaje a Praga. Publicada en la Asociación de Escritores y Artistas Españoles, 2005
10. "Las Huellas del Viento", Premio María del Villar 2004, inspirado en la ciudad de Barcelona. Publicado por la Fundación María del Villar Berruezo, 2005.
11. "La Huella Escrita", Premio Mariano Roldán 2006. Publicado por Editorial Ánfora Nova, 2007
12. "Las Huellas en el Laberinto", Premio Ciudad de Benicarló 2006. Publicado por Brosquil Ediciones, 2007.
13. "El Recinto del Fuego", Premio Ateneo Guipuzcoano de Poesía Erótico-amorosa. Publicado por Huerga y Fierro Editores, 2008.
14. "Cuaderno de Britania", Premio de Poesía Amigos de Juan Alcaide. Publicado por Asoc. Amigos de Juan Alcaide, 2010.
15. "Hielo", Premio de Poesía Rei en Jaume. Publicado por Ayto. de Calviá (Baleares), 2011
16. "La Solitud", Premi de Poesia Festa d'Elx. Publicado por Tres i Quatre Edicions (Valencia), 2012
17. "El lento abandono de la luz en la sombra", Premio de Poesía Germán Gaudisa. Publicado por Denes Editorial (Valencia), 2014
18. "La luz del frío (Cuaderno de Noruega)", Premio de Poesía Joaquín Lobato. Publicado por Ayto. de Vélez Málaga (Málaga), 2014
19. "Bella Ciutat Vella", Premi Ritmes de Poesia-Paraules a Icària. Publicado por Edicions Saragossa (Barcelona), 2015
20. "Mares de hierba (Libro de Escocia)", Premio de Miguel de Cervantes de Armilla. Publicado por Jizo Ediciones (Granada), 2015
21. "A les portes del mar", Premi Miquel Peris Segarra de Poesia}}. Publicado por Ajuntament de Castelló (Castellón), 2015
22. "Cuaderno de Holanda", Premio Elías López Roldán" de Poesía. Publicado por Ateneo de Albacete (Albacete), 2015
23. "Passatge a l'hivern", Premi Miquel Àngel Riera de Poesia-Ciutat de Manacor. Publicado por Edicions Món de llibres (Manacor), 2015}}
24. "El viajero en la niebla", Premio Ateneo Cultural y Mercantil de Onda. Publicado por Editorial El Full (Onda, Castellón), 2016
25. "Mares de escarcha", Premio "Luys Santamarina-Ciudad de Cieza". Publicado por Ediciones Vitruvio (Madrid), 2016
26. "Crònica de pluges", Premi "Guillem Colom Ferrà". Publicado por Edicions Documenta Balear (Palma), 2017
27. "El cor del violí", LXIII Premi Flor Natural de Poesia "Vila de Nules". Publicado por Ajuntament de Nules (Nules, Castelló), 2017
28. "La semilla del óxido", Premio Internacional de Poesía "Miguel Hernández-Comunidad Valenciana 2017". Publicado por Editorial Devenir (Madrid), 2017
29. "Presoner de l'hivern", Premi "Francesc Badenes Dalmau" de poesia. Publicado por NPQ Editores (València), 2018
30. "La memòria de les petjades", 14è Premi de Poesia "Antonio Matutano". Publicado por Onada edicions (Almassora, Castelló), 2019
31. "Dolç àngel de la mort", LXV Premi Flor Natural de Poesia "Vila de Nules". Publicado por Ajuntament de Nules (Nules, Castelló), 2019
32. "El pinzell de les ànimes callades", XXXV Premi de Poesia "Mn. Narcís Saguer" de Vallgorguina". Publicado por Parnass Ediciones (Barcelona), 2020
33. "Quadern d'Escòcia", XXII Premi Ritmes de Poesia-Paraules a Icària. Publicado por Edicions Saragossa (Barcelona), 2020
34. "El ángel en la penumbra", Premio Beca de Verano Deslinde. Publicado por Deslinde Ediciones (Madrid), 2021
35. "El somrís trist de Sylvia Plath", I Premi de Poesia Francisco Brines en valencià. Publicado por Pre-Textos (Valencia), 2021
36. "Hoste de l'oblit", XVII Premi de Poesia Joan Perucho-Vila d'Ascó. Publicado por Saldonar (Barcelona), 2023´
37. "Las noches con Pizarnik", X Premio Internacional de Poesía "Pilar Fernández Labrador". Publicado por Diputación de Salamanca (Salamanca), 2023
38. "Las sandalias del forastero", IV Premio Nacional de Poesía "Valentín Villalón". Publicado por Ediciones C&G (Puertollano, Ciudad Real), 2023
39. "Niebla en Costafreda", XXVI Premio "Flor de Jara" de Poesía. Publicado por Diputación de Cáceres (Cáceres), 2023
40. "Foscança", Premi "Francesc Badenes Dalmau" de poesia 2023. Publicado por Reclam Editorial (Alzira, València), 2024
41. "Razón de mi extravío", Poesía erótica. Publicado por Warriors Editions (North Haven, USA), 2025
42. "Quadern de Roma", 15è Premi Nit de Poesia al carrer de l'Ametlla de Mar 2024. Publicado por Pagès editors (Lleida), 2025
43. "Fusta Cremada", LXX Premi Flor Natural de Poesia "Vila de Nules" 2024. Publicado por Neopàtria Editorial (Alboraia, València), 2025

## Premios

### Primeros premios
- Premio "Premi Vila de Martorell" de poesía (Martorell, Barcelona), 1989
- Premio “Elvira Castañón” de poesía (Aller, Asturias), 1997
- Premio “Villa de Benasque” de poesía (Benasque, Huesca), 1999
- Premio “Doña Pela” de poesía (revista “La Vieja Factoría”, Madrid), 2000
- Premio “Il Convivio” de poesía (revista “Il Convivio”, Italia), 2002
- Premio "Diálogo Poético Entre Civilizaciones-100 Años de Neruda", (Cadena 100, Madrid), 2004
- IX Premio “Certamen Poesías al Mar” (Conil, Cádiz), 2004
- X Certamen de Poesía María del Villar, (Tafalla, Navarra), 2004
- XVI Premio de Poesía "Blas de Otero", (Majadahonda, Madrid), 2004
- XXVI Certamen de Poesía "Ciutat de Benicarló", en castellano, (Benicarló, Castellón), 2006
- XVII Premio de Poesía "Mariano Roldán", (Rute, Córdoba), 2006
- III Premio de Poesía "Villa de Salobre", (Salobre, Albacete), 2007
- I Premio de Poesía Erótico-amorosa del Ateneo Guipuzcoano (San Sebastián), 2007
- XII Premi de Poesia d'Amor i Desamor de Mollerussa}}, (Mollerusa, Lérida), 2010
- XXXI Premio de Poesía "Amigos de Juan Alcaide", (Valdepeñas, Ciudad Real), 2010
- XIV Premio de Poesía "Rei en Jaume", (Calviá, Baleares), 2011
- XXVI Premi de Poesia "Festa d'Elx"}}, (Elche, Alicante), 2011
- VIII Premio de Poesía en Catalán "Espejo de Viladecans", (Viladecans, Barcelona), 2011
- XV Premi de Poesia "Ramon Ferrando Adell"}} (Jesús - Tortosa, Tarragona), 2013
- XXVII Premi de Poesia, modalidad poesia Catalana}}, "Blas Infante" (Cornellá de Llobregat, Barcelona), 2013
- XX Premio de Poesía de Peñaranda de Bracamonte, (Peñaranda de Bracamonte, Salamanca), 2013
- XXVI Premio de Poesía "Joaquín Lobato", (Vélez Málaga, Málaga), 2013
- VI Premio de Poesía "Mujeres Silenciadas-Argentina Rubiera", (Langreo, Asturias), 2013
- XXIII Premio de Poesía Villa de Chiva "Germán Gaudisa", (Chiva, Valencia), 2013
- XVIII Certamen Literario de Relatos, (San Esteban de Gormaz, Soria), 2013
- XXI Premi de Poesia Miquel Peris Segarra}}, (Grau de Castelló, Castellón), 2014
- XVII Premi de Poesia "Ramon Ferrando Adell"}} (Jesús - Tortosa, Tarragona), 2015
- VII Certamen Literari Paraules a Icària. Premi de Poesia Ritmes}} (Barcelona), 2015
- XI Premi Vila de Lloret de poesía de viatges}} (Lloret de Mar, Gerona), 2015
- XIX Premio Nacional de Poesía "Miguel de Cervantes", (Armilla, Granada), 2015
- Premi de Poesia dels XIX Premis Literaris Victor Alari}}, (Cubellas, Barcelona), 2015
- 1.er Premi de poesia del XIIIè Concurs de Poesia i Contes Breus}}, (Santa Perpetua de Moguda, Barcelona), 2015
- Premi Miquel Àngel Riera de poesia-Ciutat de Manacor}}, (Manacor, Baleares), 2015
- XXIV Premi de Poesia "Narcís Lunes i Boloix", (San Vicente dels Horts, Barcelona), 2015}}
- II Premio de Poesía "Elías López Roldán", (Albacete), 2015
- VIII Premio de Poesía "Mujeres Silenciadas-Argentina Rubiera", (Langreo, Asturias), 2015
- 51 Certamen Nacional de Poesía "Ateneo Cultural y Mercantil de Onda", (Onda, Castellón), 2015
- IV Premi Vila de Cambrils de poesia (Cambrils, Tarragona), 2015}}
- XXI Premio Internacional de Poesía "Luys Santamarina", (Cieza, Murcia), 2016
- XXXV Premi de Poesia "Mossèn Ramon Muntanyola", (Espluga de Francolí, Tarragona), 2016}}
- XI Premi de Poesia "Pepi Pagès", (Granollers, Barcelona), 2016}}
- XXIX Premi de Poesia "Guillem Colom i Ferrà"-Vall de Sóller, (Sóller, Baleares), 2016 }}
- LXIII Jocs Florals Vila de Nules - Flor Natural (Nules, Castelló), 2016 }}
- XXXVIII Premi Pròixita de Poesia (Almenara, Castellón), 2016}}
- V Premio de Poesía "Versos para el adiós" (Madrid), 2016}}
- XXXVè Concurs Literari Vila de Mont-Roig-Premi de Poesia "Miquel Ferrer" (Mont-Roig, Tarragona), 2016}}
- Premi "Agna Canalies Mestre de Literatura"-IX Premis de Reconeixement Cultural del Baix Llobregat (Bajo Llobregat, Barcelona), 2016}}
- Premi "Francesc Bru" de Poesia - Premis Literaris de Canals 2017 (Canals, Valencia), 2016}}
- Premio de Poesía "Río Ungría" 2016 (Guadalajara), 2016
- Primer Premio de Poesía del Concurso Literario Ciudad del Alfaro 2016 (Alfaro, La Rioja), 2016
- Primer Premio de Poesía del Certamen Literario de Miajadas (Miajadas, Cáceres), 2017
- XXX Premio de Poesía, modalidad libre, "Blas Infante" (Cornellá de Llobregat, Barcelona), 2017
- Premio Internacional de Poesía "Miguel Hernández-Comunidad Valenciana" 2017 (Orihuela, Alicante), 2017
- XXXIX Certamen Literario "Pluma de Oro" de Poesía (Alcorcón, Madrid),  2017
- XII Premi de Poesía "Poeta Teodor Llorente"(Puebla de Vallbona, Valencia),2017
- XLV Premi de Poesía "Francesc Badenes Dalmau" (Alberique, Valencia), 2017
- XXXIX Certamen Poético de Archidona (Archidona, Málaga),  2017
- Premi "Josep Grau i Colell de Poesía - Premis Literaris Homilies d'Organyà (Orgañá, Lérida), 2017
- Premi de Poesia religiosa Vila de Nules (Nules, Castellón), 2017
- XIX Premi de Poesia Pere Badia (Torredembarra, Tarragona), 2017
- III Premi de Poesia Esteve Albert (Argentona, Barcelona), 2017
- XXVII Certamen de Poesía José Chacón (Alcalá de Henares, Madrid), 2018.
- XX Certamen Literario José Rodríguez Dumont de Poesía (Órgiva, Granada), 2018
- XXXVII Premi de Poesia "Mossèn Ramon Muntanyola", (a Espluga de Francolí, Tarragona), 2018
- LXV Jocs Florals Vila de Nules - Flor Natural (Nules, Castellón), 2018
- XVI Premi de Poesia "Francesc Martí Queixalós" (Reus, Tarragona), 2018
- XXI Certamen Literario José Rodríguez Dumont de Poesía (Órgiva, Granada), 2019
- XXXVI Premi de Poesia Cristòfor Aguado i Medina (Picasent, Valencia), 2019
- XXXV Premi de Poesia "Mn. Narcís Saguer"(Vallgorguina, Barcelona),2019
- XXXIII Concurso de Poesía "Juan Cervera Sanchís" (Lora del Río, Sevilla), 2020
- XII Certamen Literari Paraules a Icària. Premi de Poesia Ritmes (Barcelona), 2020
- Flor Natural dels Jocs Florals de Calella (Calella de Mar, Barcelona), 2020
- VI Premio Nacional de Poesía "Miguel Baón" (Villacañas, Toledo), 2020
- X Premio de Poesía "Ángel García López" (Rota, Cádiz), 2020
- XXXV Premi de Poesia "Poeta Pastor Aicart" en valencià (Beneixama, Alicante), 2020
- XIX Certamen de Poesía Casas Regionales de Alcobendas (Alcobendas, Madrid), 2020
- XXIII Premi de Poesia "Ramon Ferrando Adell"}} (Jesús - Tortosa, Tarragona), 2021
- I Premi Internacional de Poesía "Francisco Brines" en valencià (Oliva, Valencia), 2021
- LVII Jocs Florals de Paterna - Flor Natural (Paterna, Valencia), 2021
- XXXVI Premio de Poesía "Poeta Pastor Aicart" en castellano (Beneixama, Alicante), 2021
- XIV Premio Nacional de Poesía "Fermín Limorte" (Albatera, Alicante), 2021
- XV Premio Nacional de Poesía "Fermín Limorte" (Albatera, Alicante), 2022
- X Premio Internacional de Poesía "Pilar Fernández Labrador" (Salamanca), 2023

### Segundos premios y accésits
- Accésit Premio de Poesía “Arboleda” (Palma de Mallorca), 1992
- 2.º Premio “Omnia” de poesía (revista “Omnia”, Madrid), 2001
- 2.º Premio “La Fuente” de poesía (revista “La Fuente”, Almería), 2001
- Accésit Premio de Poesía “Víctor Jara” (Editorial Amarú, Salamanca), 2003
- 2.º Premio “Il Convivio” de poesía (revista “Il Convivio”, Italia), 2003
- 2.º Premio “Cafetín Croche” de poesía (San Lorenzo de El Escorial, Madrid), 2003
- 2.º Premio “Certamen Poesías al Mar” (Conil, Cádiz), 2003
- 2.º Premio del XVII Certamen de Poesía "Federico García Lorca" de Nou Barris, (Barcelona), 2008
- 2ndo. Premi de Poesia "Josep Grau i Colell-Homilies d'Organyà", (Orgaña, Lérida), 2008
- 2.º Premio de Poesía en Catalán "Espejo de Viladecans", (Viladecans, Barcelona), 2010
- 2ndo. Premi de Poesia "Josep Grau i Colell-Homilies d'Organyà", (Orgaña, Lérida), 2013
- 2.º Premio de Poesía en Catalán "Espejo de Viladecans", (Viladecans, Barcelona), 2013
- 2ndo. Premi de Poesia dels XVIII Premis Literaris Victor Alari, (Cubellas, Barcelona), 2014
- 2.º Premio de Poesía en Catalán "Espejo de Viladecans", (Viladecans, Barcelona), 2014
- 2.º Premio del XVIII Concurso de Relato Breve "Villa de Binéfar", (Binéfar, Huesca), 2014
- 2.º Premio del V Certamen de Poesía FECARECAT (Barcelona), 2016
- 2.º Premio de Poesía en Catalán "Espejo de Viladecans", (Viladecans, Barcelona), 2016
- 2ndo. Premi de Poesia dels XXI Premis Literaris Victor Alari, (Cubellas, Barcelona), 2017
- Accéssit XXIV Premi de Poesia Santa Perpètua de Mogoda (Santa Perpetua de Moguda, Barcelona), 2017
- 2.º Premio de Poesía en Catalán "Espejo de Viladecans", (Viladecans, Barcelona), 2017
- 2.º Premi del 26è concurs de Poesia "Antoni Massanell" (Villafranca del Penedés, Barcelona), 2018
- 2.º Premio del XXXII Certamen de Relato Corto de "Cúllar Vega", (Cúllar Vega, Granada), 2020

### Terceros premios
- 3.er Premio “Omnia” de relato (revista “Omnia”, Madrid), 2001
- 3.er. Premio de Poesía de Archidona, (Archidona, Málaga), 2011
- 3.er. Premi de Poesia del 32è Concurs Literari de Sant Antoni (Perelló, Tarragona), 2014
- 3.er. Premi del VI Concurs de Narrativa Curta Elsa García (El Papiol, Barcelona), 2014

### Finalista
- Finalista I Certamen de Poesía Erótica Internacional Búho Rojo, Madrid, 2006
- Finalista VI Certamen de Narrativa Corta "Villa de Torrecampo", (Torrecampo, Córdoba), 2006
- Finalista VII Certamen de Narrativa Corta "Villa de Torrecampo", (Torrecampo, Córdoba), 2007
- Finalista XII Premio de Poesía Porticus, (Villanueva de la Serena, Badajoz), 2010
- Finalista XX Premio de Poesía en Catalán "Antoni Massanell" (Villafranca del Penedés, Barcelona), 2012
- Finalista XLVIII Justas Literaria de Reinosa (Reinosa, Cantabria), 2012
- Finalista I Premio de Poesía Erótica de la revista H de Humanidades, (Sevilla) 2013
- Finalista V Día Internacional de la Poesía en Segovia, (Segovia) 2014
- Finalista XXXVIII Premios Castellitx de Poesía, (Algaida, Baleares), 2014
- Finalista XXIII Certamen de Poesía "Amanecer Literario", (Barcelona), 2014
- Finalista XXXVIII Premios Castellitx de Poesía, (Algaida, Baleares), 2015
- Finalista IX Premio Alfambra de Poesía, (Alfambra, Teruel), 2015
- Finalista I Certamen de Poesía Miquel Bauçà, (Felanich, Baleares), 2016
- Finalista XL Certamen de Poesía "Castillejo-Benigno Vaquero", (Pinos Puente, Granada), 2016
- Finalista XXIV Premio de Poesía en Catalán "Antoni Massanell" (Villafranca del Penedés, Barcelona), 2016
- Finalista X Premio Alfambra de Poesía, (Alfambra, Teruel), 2016
- Finalista XX Premio de Poesía "Alegría", (Santander) 2016
- Finalista XII Premio Orola de Vivencias, (Madrid) 2018
- Finalista XLII Certamen de Poesía "Castillejo-Benigno Vaquero", (Pinos Puente, Granada), 2018
- Finalista V Premio Internacional de Poesía "Juan Ramón Jiménez" (Coral Gables, EEUU), 2024